# Савиново (Свердловская область)
Савиново — деревня в Красноуфимском округе Свердловской области. Входит в состав Ювинского сельсовета.

## История
В «Списке населенных мест Российской империи» 1869 года Савиново упомянуто как село Красноуфимского уезда Пермской губернии, при колодцах, расположенная в 20 верстах от уездного города Красноуфимск. В селе насчитывалось 43 двора и проживало 362 человека (163 мужчины и 199 женщин). Имелась православная церковь.

31 декабря 1883 года в деревне была освящена новая деревянная однопрестольная церковь во имя Успения Пресвятой Богородицы (закрыта в 1962 году).

Благодаря выгодному положению (вблизи деревни проходила Уфимская дорога, соединяющая Нязепетровск и Красноуфимск), в Савиново, вплоть до 1917 года, проводились ярмарки.

## География
Деревня находится в юго-западной части области, на расстоянии 20 километров к юго-юго-востоку (SSE) от города Красноуфимск, на правом берегу реки Савиновка (бассейн реки Уфа).
Абсолютная высота — 230 метров над уровнем моря.

## Население
| 2002 | 2010 | 2021 |
| ---- | ---- | ---- |
| 238  | ↘227 | ↘125 |

Согласно результатам переписи 2002 года, в национальной структуре населения русские составляли 74 % из 238 чел.

## Улицы
Уличная сеть деревни состоит из одной улицы (ул. Первомайская).